# Nepocjan
Nepocjan (ur. ?, zm. 30 czerwca 350) – syn Viriusa Nepotianusa i Eutropii, siostrzeniec Konstantyna I Wielkiego. Zbuntował się przeciwko Magnencjuszowi, który w styczniu 350 r. został obwołany przez wojsko cesarzem (augustem) w miejsce Konstansa, który wkrótce został zabity. Władzę uzurpatora Magnencjusza uznawała Italia, Afryka, Hiszpania, Galia i Brytania. 
Przebywający w Rzymie Nepocjan, kuzyn legalnego cesarza, panującego na wschodzie Konstancjusza II, próbował uzyskać od niego uznanie jako współcesarza obiecując pokonanie Magnencjusza i powołując się na wpływy w Rzymie i Italii. Mimo braku odpowiedzi 3 czerwca 350 r. Nepocjan dokonał próby opanowania Rzymu i ogłosił się cesarzem opierając się w dużej mierze na gladiatorach i przestępcach. Przez kilka tygodni w mieście panował chaos. 30 czerwca do Rzymu wkroczył z wojskiem Magnencjusz. Nepocjan został zabity, a miasto spacyfikowane.